# 11256 Fuglesang
11256 Fuglesang (1978 RO8) là một tiểu hành tinh vành đai chính được phát hiện ngày 2 tháng 9 năm 1978 bởi C.-I. Lagerkvist ở Đài thiên văn Nam Âu.